# Noemi
Noemi (sinh ngày 25 tháng 1 năm 1982 ở Roma), tên khai sinh là Veronica Scopelliti, là một ca sĩ-nhạc sĩ người Ý.

## Danh sách đĩa nhạc

### Album
| Năm  | Album           | Vị trí cao nhất | Vị trí cao nhất | Chứng nhận                 |
| Năm  | Album           | Ý               | Châu Âu         | Chứng nhận                 |
| ---- | --------------- | --------------- | --------------- | -------------------------- |
| 2009 | Sulla mia pelle | 3               | 42              | 2× đĩa bạch kim (140.000+) |
| 2011 | RossoNoemi      | 6               | -               | 2× đĩa bạch kim (120.000+) |

### EP
| Năm  | EP    | Vị trí cao nhất | Vị trí cao nhất | Chứng nhận         |
| Năm  | EP    | Ý               | Châu Âu         | Chứng nhận         |
| ---- | ----- | --------------- | --------------- | ------------------ |
| 2009 | Noemi | 8               | 97              | đĩa vàng (50.000+) |

### Đĩa đơn
| Năm  | Đĩa đơn                                     | Vị trí cao nhất | Vị trí cao nhất | Chứng nhận                |
| Năm  | Đĩa đơn                                     | Ý               | Châu Âu         | Chứng nhận                |
| ---- | ------------------------------------------- | --------------- | --------------- | ------------------------- |
| 2009 | Briciole                                    | 2               | 51              | đĩa vàng (15.000+)        |
| 2009 | L'amore si odia (Noemi và Fiorella Mannoia) | 1               | 34              | 2× đĩa bạch kim (60.000+) |
| 2010 | Per tutta la vita                           | 1               | 42              | đĩa bạch kim (30.000+)    |
| 2010 | Vertigini                                   | -               | -               |                           |
| 2011 | Vuoto a perdere                             | 6               | 47              | đĩa bạch kim (30.000+)    |
| 2011 | Odio tutti i cantanti                       | -               | -               |                           |
| 2011 | Poi inventi il modo                         |                 |                 |                           |

### Video âm nhạc
| Năm  | Video                 | Đạo diễn         |
| ---- | --------------------- | ---------------- |
| 2009 | Briciole              | Gaetano Morbioli |
| 2009 | L'amore si odia       | Gaetano Morbioli |
| 2010 | Per tutta la vita     | Gaetano Morbioli |
| 2011 | Vuoto a perdere       | Fausto Brizzi    |
| 2011 | Odio tutti i cantanti | Noemi            |
| 2011 | Poi inventi il modo   | Noemi            |

## Sanremo Music Festival
- 2010 - Sanremo Music Festival với Per tutta la vita

## Giải thưởng

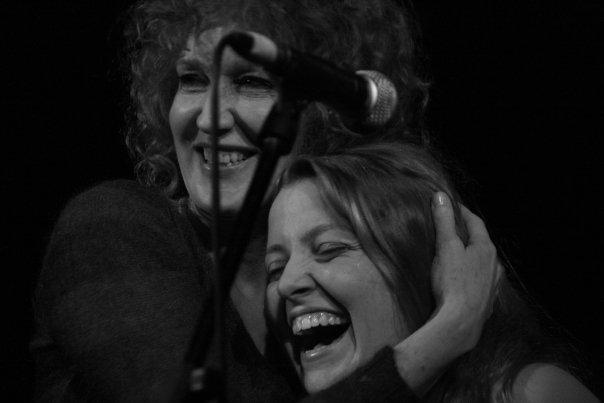
Noemi và Fiorella Mannoia

### 2009
- đĩa vàng với Noemi
- "Wind Music Awards"
- đĩa vàng với Briciole

### 2010
- đĩa bạch kim với Per tutta la vita
- "Wind Music Awards" với Sulla mia pelle
- "Wind Music Awards" với L'amore si odia
- "Wind Music Awards" với Per tutta la vita

### 2011
- 2× đĩa bạch kim với Sulla mia pelle
- "Wind Music Awards" với Sulla mia pelle
- Nastro d'Argento với Vuoto a perdere
- 2× đĩa bạch kim với RossoNoemi
- đĩa bạch kim với Vuoto a perdere
- "Premio Lunezia" với Vuoto a perdere
- 2× đĩa bạch kim với L'amore si odia

## Tour lưu diễn
- 2009 - Noemi tour:  Ý
- 2009/2010 - Sulla mia pelle tour 1:  Ý
- 2010 - Sulla mia pelle tour 2:  Ý,  Slovenia
- 2011 - RossoNoemi tour:  Ý